# Conformation cyclohexane
 (avril 2024).
La mise en forme du texte ne suit pas les recommandations de Wikipédia : il faut le « wikifier ».
Les points d'amélioration suivants sont les cas les plus fréquents. Le détail des points à revoir est peut-être précisé sur la page de discussion.
- Les titres sont pré-formatés par le logiciel. Ils ne sont ni en capitales, ni en gras.
- Le texte ne doit pas être écrit en capitales (les noms de famille non plus), ni en gras, ni en italique, ni en « petit »…
- Le gras n'est utilisé que pour surligner le titre de l'article dans l'introduction, une seule fois.
- L'italique est rarement utilisé : mots en langue étrangère, titres d'œuvres, noms de bateaux, etc.
- Les citations ne sont pas en italique mais en corps de texte normal. Elles sont entourées par des guillemets français : « et ».
- Les listes à puces sont à éviter, des paragraphes rédigés étant largement préférés. Les tableaux sont à réserver à la présentation de données structurées (résultats, etc.).
- Les appels de note de bas de page (petits chiffres en exposant, introduits par l'outil «  Source ») sont à placer entre la fin de phrase et le point final[comme ça].
- Les liens internes (vers d'autres articles de Wikipédia) sont à choisir avec parcimonie. Créez des liens vers des articles approfondissant le sujet. Les termes génériques sans rapport avec le sujet sont à éviter, ainsi que les répétitions de liens vers un même terme.
- Les liens externes sont à placer uniquement dans une section « Liens externes », à la fin de l'article. Ces liens sont à choisir avec parcimonie suivant les règles définies. Si un lien sert de source à l'article, son insertion dans le texte est à faire par les notes de bas de page.
- La présentation des références doit suivre les conventions bibliographiques. Il est recommandé d'utiliser les modèles {{Ouvrage}}, {{Chapitre}}, {{Article}}, {{Lien web}} et/ou {{Bibliographie}}. Le mode d'édition visuel peut mettre en forme automatiquement les références.
- Insérer une infobox (cadre d'informations à droite) n'est pas obligatoire pour parachever la mise en page.

Pour une aide détaillée, merci de consulter Aide:Wikification.
Si vous pensez que ces points ont été résolus, vous pouvez retirer ce bandeau et améliorer la mise en forme d'un autre article.

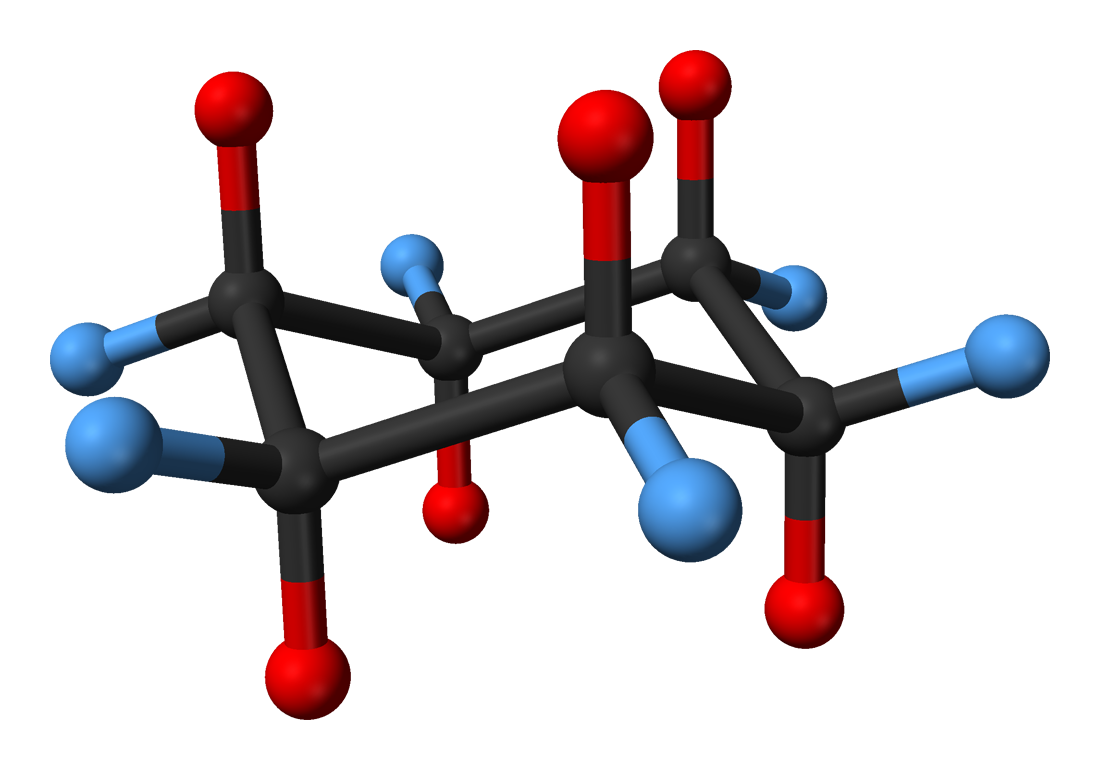
Une molécule de cyclohexane en conformation chaise. Les atomes d'hydrogène en position axiale sont représentés en rouge, tandis que ceux en position équatoriale sont en bleu.

Les conformations du cyclohexane sont les formes tridimensionnelles adoptées par les molécules de cyclohexane. Étant donné que de nombreux composés présentent des cycles à six chaînons structurellement similaires, la connaissance fine de la structure et de la dynamique du cyclohexane permettent de créer des modèles explicatifs/prédictifs de certaines réactions qui mettent en jeu des structures dérivées du cyclohexane sontcomme les modèles d'état de transition à 6 chaînons de type Zimmerman Traxler).
Les angles internes d'un hexagone régulier sont de 120°, tandis que l'angle entre les liaisons successives dans une chaîne carbonée est d'environ 109,5°, l'angle tétraédrique (l' arc cosinus de -1/3). Par conséquent, le cyclohexane a tendance à adopter des conformations non planaires (déformées), qui ont tous des angles proches de 109,5° et donc une énergie de déformation inférieure à celle de la forme hexagonale plane.
Considérons les atomes de carbone numérotés de 1 à 6 autour du cycle. Si nous maintenons les atomes de carbone 1, 2 et 3 immobiles, avec les longueurs de liaison correctes et l'angle tétraédrique entre les deux liaisons, puis continuons en ajoutant les atomes de carbone 4, 5 et 6 avec la longueur de liaison adaptée et le bon angle tétraédrique, on peut faire varier les trois angles dièdres pour les séquences (2,3,4), (3,4,5) et (4,5,6). La liaison suivante, issue de l’atome 6, est également orientée selon un angle dièdre, nous avons donc quatre degrés de liberté. Mais cette dernière liaison doit se terminer à la position de l’atome 1, ce qui impose trois conditions dans l’espace tridimensionnel. Si l’angle de liaison dans la chaîne (6,1,2) doit également être l’angle tétraédrique, alors nous avons quatre conditions. En principe, cela signifie qu’il n’y a pas de degrés de liberté de conformation, en supposant que toutes les longueurs des liaisons sont égales et que tous les angles entre les liaisons sont égaux. Il s'avère que, avec les atomes 1, 2 et 3 fixes, il existe deux solutions appelées chaise, selon que l'angle dièdre pour (1,2,3,4) est positif ou négatif, et ces deux solutions sont les mêmes sous une rotation. Mais il existe également un continuum de solutions, un cercle topologique où la déformation angulaire est nulle, y compris la conformation de type bateau à torsion (twist boat) et les conformations de type bateau . Toutes les conformations de ce continuum ont un double axe de symétrie traversant le cycle, contrairement aux conformations chaise (elles ont une symétrie avec un axe trois traversant le cycle). C'est grâce à la symétrie des conformations sur ce continuum qu'il est possible de satisfaire les quatre contraintes avec une plage d'angles dièdres en (1,2,3,4). Sur ce continuum, l'énergie varie en raison de la déformation de Pitzer liée aux angles dièdres. La conformation twist boat a une énergie inférieure à celle du bateau. Afin de passer de la conformation chaise à une conformation twist boat ou à l'autre conformation chaise, les angles de liaison doivent être modifiés, conduisant à une conformation demi-chaise à haute énergie. Les stabilités relatives sont donc : chair > twist boat > boat > half-chair . Toutes les énergies conformationnelles relatives sont indiquées ci-dessous,. À température ambiante, la molécule peut facilement passer d'une conformation à une autre, mais seules les conformères  chaise et twist boat peuvent être isolés sous forme pure, car les autres ne sont pas aux minimums énergétiques locaux.
Les conformations bateau et twist boat se situent le long d'un continuum de déformation à angle nul. S'il existe des substituants permettant de distinguer les différents atomes de carbone, alors ce continuum est comme un cercle avec six conformations bateau et six conformations bateau torsion entre elles, trois "droites" et trois "gauches". Mais si les atomes de carbone sont indiscernables, comme dans le cyclohexane par exemple, alors se déplacer le long du continuum fait passer la molécule de la forme du bateau à un twist boat "droitier", puis retour à la même forme de bateau (avec une permutation des atomes de carbone), puis à un bateau twist "gaucher", et enfin de nouveau au bateau achiral. Le passage bateau⊣bateau-torsion⊣bateau⊣bateau-torsion⊣bateau constitue une pseudorotation.

## Carbones coplanaires
Une autre façon de comparer la stabilité au sein de deux molécules de cyclohexane dans la même conformation consiste à évaluer le nombre de carbones coplanaires dans chaque molécule. Les carbones coplanaires sont des carbones qui se trouvent tous sur le même plan. L'augmentation du nombre de carbones coplanaires augmente le nombre de substituants éclipsants essayant de former un 120°, ce qui est inaccessible en raison des hydrogènes qui se chevauchent. Ce chevauchement augmente la déformation globale en torsion et diminue la stabilité de la conformation. Le cyclohexane diminue la contrainte de torsion due aux substituants éclipsants en adoptant une conformation avec un nombre inférieur de carbones non plans. Par exemple, si une conformation demi-chaise contient quatre carbones coplanaires et qu’une autre conformation demi-chaise contient cinq carbones coplanaires, la conformation avec quatre carbones coplanaires sera plus stable.

## Principaux conformères
Les différentes conformations sont appelées « conformères ».

### Conformation chaise
La conformation chaise est le conformère le plus stable. A 298 K (25 °C),la proportion de forme chaise est  99,99 % .
Le groupe de symétrie est D 3d. Tous les centres de carbone sont équivalents. Six centres d'hydrogène sont placés dans des positions axiales, à peu près parallèles à l'axe C3, et six atomes d'hydrogène sont parallèles à l'équateur de la molécule.

### Conformation bateau et "twist" boat
Les conformations bateau ont une énergie plus élevée que les conformations chaise. L'interaction entre les deux hydrogènes en position axiales génère une contrainte stérique . Une contrainte de torsion existe également entre les liaisons C2-C3 et C5-C6 (le carbone numéro 1 est l'un des deux sur un plan miroir), qui sont en positions éclipsées, c'est-à-dire que ces deux liaisons sont parallèles l'une à l'autre à travers un plan miroir. En raison de cette contrainte, la configuration du bateau est instable (c'est-à-dire qu'elle ne constitue pas un minimum d'énergie local).
La symétrie moléculaire est C 2v.
Les conformations du bateau se déforment spontanément en conformations twist boat. Ici, la symétrie est D 2, Cette conformation peut être dérivée de la conformation bateau en appliquant une légère torsion à la molécule de manière à supprimer l'éclipse de deux paires de groupes méthylène.
La proportion de twist-boat à température ambiante est inférieure à 0,1 %, mais à 1073°K (800°C°) cela peut atteindre 30 %. Le refroidissement rapide d'un échantillon de cyclohexane de 1073 K (800)C°  à 40K (-233°C° gèlera dans une grande concentration de conformation twist-boat, qui se transformera ensuite lentement en conformation chaise lors du chauffage.

### De chaise à chaise

Réaction d'inversion de chaise du cyclohexane (inversion de cycle) via la conformation du bateau 4. Les structures des conformations significatives sont représentées : chaise 1, demi-chaise 2, twist-boat 3 et bateau 4. Lorsque le retournement du cycle se produit complètement d'une chaise à l'autre, les hydrogènes qui étaient auparavant axiaux (H bleue dans la structure en haut à gauche) deviennent équatoriaux et les H équatoriaux (H rouge dans la structure supérieure gauche) deviennent axiaux. Il n'est pas nécessaire de passer par la forme bateau.

L'interconversion des conformères de type chaise est appelée inversion de cycle ( ring flipping) ou inversion de chaise (chair-flipping) . Les liaisons carbone-hydrogène axiales dans une configuration deviennent équatoriales dans l’autre, et vice versa. À température ambiante, les deux conformations chaises s'équilibrent rapidement. Le spectre RMN du proton du cyclohexane est un singulet à température ambiante, sans séparation de signaux pour les hydrogènes axiaux et équatoriaux.
Dans une forme chaise, l'angle dièdre de la chaîne d'atomes de carbone (1,2,3,4) est positif alors que celui de la chaîne (1,6,5,4) est négatif, mais dans l'autre forme chaise,c'est inverse. Ces deux chaînes doivent donc subir une inversion de l’angle dièdre. Lorsqu’une de ces deux chaînes de quatre atomes s’aplatit jusqu’à un angle dièdre nul, nous avons la conformation demi-chaise qui présente localement une énergie maximale . Lorsque l'angle dièdre de cette chaîne devient alors égal (en signe et en valeur) à celui de l'autre chaîne de quatre atomes, la molécule a atteint le continuum de conformations, comprenant le twist boat et le bateau, où les angles de liaison et les longueurs peuvent toutes être à leurs valeurs normales et l'énergie est donc relativement faible. Après cela, l'autre chaîne à quatre carbones doit changer le signe de son angle dièdre afin d'atteindre la forme de chaise cible, impliquant donc que la molécule doit passer par la forme demi-chaise lorsque l'angle dièdre de cette chaîne égale zéro. Changer les signes des deux chaînes de manière séquentielle de cette manière minimise l'état d'énergie maximal en cours de route (à l'état de demi-chaise) - le fait que les angles dièdres des deux chaînes de quatre atomes changent de signe simultanément signifierait passer par une conformation encore plus élevée. énergie due à la déformation angulaire aux carbones 1 et 4.
Le mécanisme détaillé de l'interconversion de chaise à chaise a fait l'objet de nombreuses études. La forme de demi-chaise ( D, dans la figure ci-dessous) est l'état de transition clé dans l'interconversion entre les conformations chaise et twist boat. La demi-chaise a une symétrie C 2. L'interconversion entre les deux conformations de chaise implique cette séquence suivante : chaise → demi-chaise → twist-boat → demi-chaise′ → chaise′.

### Twist boat à Twist boat
La conformation bateau ( C, ci-dessous) est un état de transition, permettant l'interconversion entre deux conformations twist-boat différentes. Bien que la conformation bateau ne soit pas nécessaire pour l'interconversion entre les deux conformations chaise du cyclohexane, elle est souvent incluse dans le diagramme de coordonnées de réaction utilisé pour décrire cette interconversion car son énergie est très inférieure à celle de la demi-chaise, donc toute molécule avec suffisamment d'énergie pour passer d'un bateau à torsion à une chaise a également suffisamment d'énergie pour passer d'un bateau à torsion à un bateau. Ainsi, il existe plusieurs voies par lesquelles une molécule de cyclohexane dans la conformation twist-boat peut à nouveau atteindre la conformation chaise.

Conformations : chaise (A), twist-boat (B), bateau (C) et demi-chaise (D). Les énergies sont 43 kJ/mol (10 kcal/mol), 25 kJ/mol (6 kcal/mol) et 21 kJ/mol (5 kcal/mol).

## Dérivés substitués

Le conformère du méthylcyclohexane avec le méthyle équatorial est favorisé par rapport au conformère où le méthyle est axial.

Dans le cyclohexane, les deux conformations chaise ont la même énergie. La situation devient plus complexe avec les dérivés substitués.

### Cyclohexanes monosubstitués
Un cyclohexane monosubstitué est un cyclohexane dans lequel il y a un substituant de type non hydrogène dans la molécule de cyclohexane. La conformation la plus énergétiquement favorable pour un cyclohexane monosubstitué est la conformation chaise avec le substituant non hydrogène en position équatoriale car elle empêche une déformation stérique élevée due aux interactions 1,3 diaxiales. Dans le méthylcyclohexane, les deux conformères chaise ne sont pas isoénergétiques. Le groupe méthyle préfère l'orientation équatoriale. La préférence d'un substituant vers la conformation équatoriale est mesurée en termes de sa valeur A, qui est la différence d'énergie libre de Gibbs entre les deux conformations de chaise. Une valeur de A positive indique une préférence vers la position équatoriale. L'ensemble des valeurs que  A peut prendre varie de presque zéro pour les très petits substituants tels que le deutérium, à environ 5 kcal/mol (21 kJ/mol) pour les substituants très volumineux tels que le groupe tert-butyle. Par conséquent, les valeurs prises par A indiqueront le niveau de préférence pour la position équatoriale. Bien qu'un substituant équatorial n'ait pas d'interaction diaxiale 1,3 provoquant une déformation stérique, il a une interaction Gauche dans laquelle un substituant équatorial repousse la densité électronique d'un substituant équatorial voisin.

### Cyclohexanes disubstitués
Pour les cyclohexanes 1,2- et 1,4-disubstitués, une configuration cis conduit à un groupe axial et un groupe équatorial. Ces espèces subissent une inversion de conformation rapide. Pour le cyclohexane 1,2- et 1,4-disubstitué, une configuration trans, la conformation diaxiale est empêchée par sa déformation stérique élevée. Pour les cyclohexanes 1,3-disubstitués, la forme cis est diéquatoriale et la conformation inversée développe une interaction stérique supplémentaire entre les deux groupes axiaux. Les cyclohexanes trans -1,3-disubstitués sont comme les conformères  cis -1,2- et cis -1,4- et peuvent s'interconvertir entre les deux formes axiales/équatoriales qui sont équivalentes.
Le Cis -1,4-Di- tert -butylcyclohexane a un groupe tert -butyl axial dans la conformation chaise et le passage en conformation twist-boat place les deux groupes dans des positions équatoriales plus favorables. En conséquence, la conformation twist-boat est plus stable de 0.47 kJ/mol (0,11 kcal/mol) à 125K (-148°C) tel que mesuré par spectroscopie RMN.
De plus, pour un cyclohexane disubstitué, ainsi que pour des molécules plus fortement substituées, les valeurs A susmentionnées sont additives pour chaque substituant. Par exemple, si l'on calcule la valeur A d'un diméthylcyclohexane, tout groupe méthyle en position axiale contribue à hauteur de 1,70 kcal/mol - ce nombre est spécifique aux groupes méthyle et est différent pour chaque substituant possible. Par conséquent, la valeur A globale de la molécule est de 1,70 kcal/mol par groupe méthyle en position axiale.

### 1,3 interactions diaxiales et interactions gauches
1,3 Les interactions diaxiales se produisent lorsque le substituant non hydrogène d'un cyclohexane occupe la position axiale. Ce substituant axial est en position éclipsée avec les autres substituants axiaux sur les carbones 3 par rapport à lui-même (il y aura deux de ces carbones et donc deux interactions diaxiales 1,3). Cette position éclipsée augmente la contrainte stérique sur le cyclohexane et la conformation se déplacera vers un équilibre plus énergétiquement favorable.
Les interactions Gauche se produisent lorsqu'un substituant non hydrogène sur un cyclohexane occupe la position équatoriale. Le substituant équatorial est en position décalée avec les 2 carbones par rapport à lui-même (il y aura deux de ces carbones et donc deux interactions 1,2 gauche). Cela crée un angle dièdre d’environ 60°. Cette position décalée est généralement préférée au positionnement éclipsé.

### Effets de la taille des substituants sur la stabilité
Encore une fois, la conformation et la position des groupes (c'est-à-dire les substituants) plus volumineux qu'un simple hydrogène  sont essentielles à la stabilité  de la molécule. Plus le groupe est volumineux, moins il y a de chances de se retrouver en position axiale. Etre en position axiale avec un groupement large avec une taille plus grande coûte plus d'énergie à la molécule dans son ensemble en raison de la répulsion stérique entre les paires d'électrons des doublets non liants des grands groupes et les électrons des groupes plus petits (c'est-à-dire les hydrogènes). De telles répulsions stériques sont absentes pour les substituants en positions équatoriales. Le modèle cyclohexane évalue ainsi la taille stérique des groupes fonctionnels sur la base d'interactions gauches. L'interaction gauche augmentera en énergie à mesure que la taille du substituant impliqué augmentera. Par exemple, un substituant t-butyle supporterait une interaction gauche d'énergie plus élevée par rapport à un groupe méthyle et contribuerait donc davantage à l'instabilité de la molécule dans son ensemble.
En comparaison, une conformation échelonnée est donc préférée ; les groupes plus grands maintiendraient la position équatoriale et réduiraient l'énergie de la molécule entière. Cette préférence pour la position équatoriale parmi les groupes plus volumineux abaisse les barrières énergétiques entre les différentes conformations de l'anneau. Lorsque la molécule est activée, il y aura une perte d’entropie due à la stabilité des plus gros substituants. Par conséquent, la préférence des positions équatoriales par les grosses molécules (comme un groupe méthyle) inhibe la réactivité de la molécule et rend ainsi la molécule plus stable dans son ensemble.

## Effets sur l'équilibre conformationnel
L'équilibre conformationnel est la tendance à favoriser la conformation où le cyclohexane est la plus stable. Cet équilibre dépend des interactions entre les molécules du composé et le solvant. La polarité et la non-polarité sont les principaux facteurs déterminant la manière dont un solvant interagit avec un composé. Le cyclohexane est considéré comme non polaire, ce qui signifie qu’il n’y a pas de différence électronégative entre ses liaisons et que sa structure globale est symétrique. Pour cette raison, lorsque le cyclohexane est immergé dans un solvant polaire, sa répartition du solvant est moindre, ce qui signifie une mauvaise interaction entre le solvant et le soluté. Cela produit un effet catalytique limité. De plus, lorsque le cyclohexane entre en contact avec un solvant apolaire, la distribution du solvant est beaucoup plus grande, montrant une forte interaction entre le solvant et le soluté. Cette forte interaction produit un effet catalytique accru.

## Contexte historique
En 1890, Hermann Sachse (de), un assistant de 28 ans à Berlin, a publié des instructions pour plier un morceau de papier pour représenter deux formes de cyclohexane qu'il a appelé symétrique et asymétrique (ce que nous appellerions maintenant chaise et bateau ). Il a clairement compris que ces formes avaient deux positions pour les atomes d'hydrogène (encore une fois, pour utiliser la terminologie moderne, axiale et équatoriale ), que deux chaises s'interconvertiraient probablement, et même comment certains substituants pourraient favoriser l'une des formes de chaise (Sachse–Mohr theory (de)). Parce qu’il a développé un argumentaire basé sur les mathématiques, peu de chimistes de l’époque ont compris ses arguments et ses travaux sont tombés dans l'oubli après sa mort arrivé précocement en 1893. Ce n'est qu'en 1918, qu'Ernst Mohr (chemist) (de) a pu confirmer les travaux de Sachse en se basant sur la structure moléculaire du diamant qui avait été récemment résolue à l'aide de la technique nouvellement développé  la cristallographie aux rayons X,,,,,,. Derek Barton et Odd Hassel ont partagé le prix Nobel de chimie 1969 pour leurs travaux sur les conformations du cyclohexane et de diverses autres molécules.

## Applications pratiques
Le cyclohexane est le cycloalcane le plus stable du à  la stabilité apportée par la conformation chaise. Cette stabilité du conformère permet au cyclohexane d'être utilisé comme étalon dans les analyses en laboratoire. Le  cyclohexane est utilisé comme étalon de référence pharmaceutique dans l’analyse des solvants des composés pharmaceutiques et des matières premières. Cette norme spécifique signifie que le cyclohexane est utilisé dans l'analyse de la qualité des aliments et des boissons, les tests de libération pharmaceutique et le développement de méthodes pharmaceutiques ; ces différentes méthodes testent la pureté, la biosécurité et la biodisponibilité des produits. La stabilité du conformateur de chaise du cyclohexane confère au cycloalcane une application polyvalente et importante en ce qui concerne la sécurité et les propriétés des produits pharmaceutiques.

## Lecture additionnelle
- Colin A. Russell, 1975, « Les origines de l'analyse conformationnelle », dans Van 't Hoff – Le Bel Centennial, OB Ramsay, Ed. (ACS Symposium Series 12), Washington, DC : American Chemical Society, pp. 159-178.
- William Reusch, 2010, « Ring Conformations » and « Substituted Cyclohexane Compounds », dans Virtual Textbook of Organic Chemistry, East Lansing, MI, États-Unis : Michigan State University, voir  et , consulté le 20 juin 2015.